# Paradasys lineatus
Paradasys lineatus är en djurart som tillhör fylumet bukhårsdjur, och som beskrevs av Chandrasekara Rao 1980. Paradasys lineatus ingår i släktet Paradasys och familjen Lepidodasyidae.
Artens utbredningsområde är Indiska oceanen. Inga underarter finns listade i Catalogue of Life.